# 俺ら次郎長
俺ら次郎長は、
1. 1961年10月20日に発売された橋幸夫の14枚目のシングル
2. 1961年10月1日～1962年3月25日にTBSで放送されたテレビドラマ

の2種類存在する。

## 曲「俺ら次郎長」
曲としての「俺ら次郎長」（おいらじろじょう）は、1961年10月20日に ビクターより発売された橋幸夫の14枚目のシングル（VS-587）。連続テレビドラマ「俺ら次郎長」の主題歌となっている。

### 概要
- 作詞は北条誠、作曲は吉田正。橋が佐伯孝夫作詞以外の楽曲をシングルで歌うのは、雑誌の一般公募歌（「すっとび仁義」）を除くと初めての曲となる（シングル以外での曲はある）。それでも「すっとっび仁義」は、佐伯が補作しているため、本曲は、全く佐伯の手が入っていない曲となる。
- 作詞の北条は、橋が主演する連続テレビドラマ「俺ら次郎長」の原作・脚本家で、その関係で本曲の作詞も担った。
- 楽曲制作のきっかけとなった連続テレビドラマ「俺ら次郎長」は、リコー（当時 - 理研光学工業）がスポンサーとなり、TBS系列で放映された。当時、リコー社長の市村清は、橋の後援会の初代会長に就任していた[2]。
- テレビの初回放映から20日後に、シングル発売となっている。
- 日本ビクターのヒット賞を受賞した[3]。
- 三味線伴奏は、静子と豊寿で、静子とはデビュー曲「潮来笠」（VS-367）以来、豊寿は「すっとび仁義」（VS-553）以来共演している。
- 橋は、1976年の第27回NHK紅白歌合戦で本曲を歌唱している。
- c/wの「喧嘩旅」は、作詞佐伯孝夫、作曲吉田正で、従来通り両恩師の楽曲である。ドラマではひろびろした街道をのんびり歩く現地ロケシーンなどで使用されている。

### 共演
- 静子（三味線）～市丸妹～
- 豊寿（三味線）

### 収録曲
1. 俺ら次郎長
作詞： 北条誠、作・編曲：吉田正
2. 喧嘩旅
作詞： 佐伯孝夫、作・編曲：吉田正

### 収録アルバム
- 『橋幸夫 全曲集』（1999年10月21日）VICL-60474
- 『股旅演歌ベスト＜潮来笠から子連れ狼まで＞』（1986年5月21日）　VDR-1195
- 『颯爽!橋幸夫 股旅名曲集』＜COLEZO！＞復刻版（2005年3月9日） VICL-41192
- 『橋幸夫／股旅～ベスト・オブ・ベスト』（1994年10月26日）VICT-15078
- 『橋幸夫／豪華版全曲集』 [2CD]　1992年10月28日　VICL-40059～60

......その他

## テレビドラマ「俺ら次郎長」
1961年10月1日～1962年3月25日まで、毎週日曜日21:00-21:30の時間帯でTBS系列で放映された、連続テレビドラマ。
- 原作・脚本は北条誠、当時売れっ子作家だった北条は、9月3日のクランクインに立ち会い、橋の演技について「カンがいい、僕のイメージにピッタリ」とコメントしている[4]。
- 物語は、橋が主役の売りだし前の次郎長（山本長五郎）を演じ、サッソウたるヤクザ姿に扮して、次郎長の青春時代にスポットをあてた新感覚時代劇として放映された[5]。
- 原作者の北条誠と恩師吉田正も特別出演している。
  - 1961年12月31日の大晦日特別編では、勝ちどきをあげる次郎長のもとに、近くの吉田屋の旦那（吉田正）、北条の親分（北条誠）が祝いにかけつけた。吉田屋の娘二人（山中みゆき、尾花みさを）や次郎長の歌声が清水港の小春日よりの空を流れた[6]。

キャスト
- 清水次郎長（橋幸夫）
- 津向の文吉（安井昌二）
- お蝶（宝幸子）
- 見附の寅吉（大塚周夫）
- 美保の豚松（石井伊吉（現 毒蝮三太夫）
- 番頭甚六（藤岡琢也）
- 他に清水元、磯部玉枝、深見恭三、一の宮あつ子、山本礼三郎他

| TBS系列 日曜21時台前半枠                | TBS系列 日曜21時台前半枠 | TBS系列 日曜21時台前半枠                                   |
| 前番組                                  | 番組名                   | 次番組                                                     |
| --------------------------------------- | ------------------------ | ---------------------------------------------------------- |
| プロ野球中継 （20:00 - 21:30）          | 俺ら次郎長               | 橋幸夫五夜 【つなぎ番組】 ↓ プロ野球中継 （20:00 - 21:30） |
| TBS系列 理研光学工業一社提供枠          |                          |                                                            |
| 源氏鶏太シリーズ 【半年のブランク有り】 | 俺ら次郎長               | -                                                          |